# Крокодил на Джонстън
Крокодилът на Джонстън (Crocodylus johnstoni), наричан още австралийски сладководен крокодил, е вид крокодил, разпространен в северните части на Австралия и в Нова Гвинея. Наименованието му е по името на неговия откривател Робърт Джонстън, който открил и описал влечугото през 1899 г.
Този вид е по-дребен в сравнение с други видове от този регион. Възрастните индивиди достигат дължина 4 метра. Продължителността на живота при този вид е около 80 години.

## Ареал
Крокодилът на Джонстън обитава изцяло сладководни басейни. Среща се в реките, езерата и блатата на Северна Австралия (Куинсланд, Северна територия) и на остров Нова Гвинея. Популацията на вида е относително стабилна.

## Хранене
Плячка на крокодила на Джонстън обикновено са риби, различни влечуги и жаби, птици и дребни бозайници.